# Back to the City again
Singles de Jean-Jacques Goldman
Les nuits de solitude
(1977) Slow Me Again
(1979)
Back to the City again est un des 45 tours que Jean-Jacques Goldman a sorti dans la période où il était chez WEA. 
Ce titre, sorti en 1978, alors qu'il était dans le groupe Taï Phong, ne connut pas le succès escompté, mais obtient un petit accueil favorable de la part d'un journaliste du magazine Music Media, qui, écrivant une chronique sur ce titre, note qu'il s'agit d' « un semi rock'n roll français qui sacrifie la mode des titres anglais pour un texte français. Un 45 tours honnête, sans plus, mais quand même des débuts qui font attendre avec curiosité la suite de la carrière de Jean-Jacques ». 
Il attendra 1981 en étant chez CBS Records pour qu'il connaisse le succès en solo avec Il suffira d'un signe.
En 1984, ce titre est ressorti dans le best of Les années Warner regroupant les 45 tours de Jean-Jacques Goldman sorti chez WEA.